# Județul Rădăuți (interbelic)
Județul Rădăuți a fost o unitate administrativă de ordinul întâi din Regatul României, aflată în regiunea istorică Bucovina. Reședința județului era orașul Rădăuți.

## Întindere

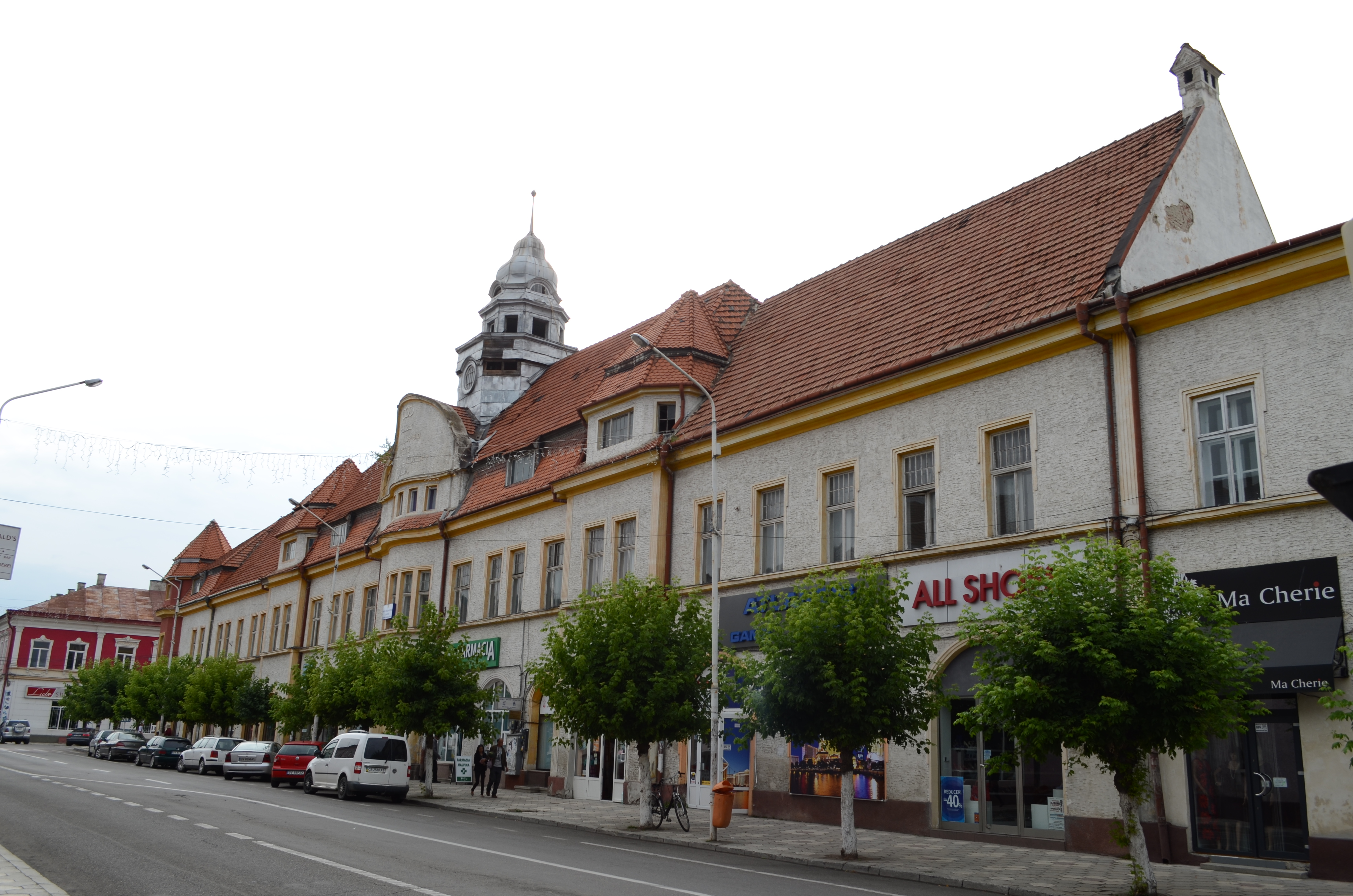
Clădirea Prefecturii județului Rădăuți din perioada interbelică. Clădirea-monument istoric, construită în anul 1909 și situată în Piața Unirii nr. 67, găzduiește în prezent spații comerciale și locative.

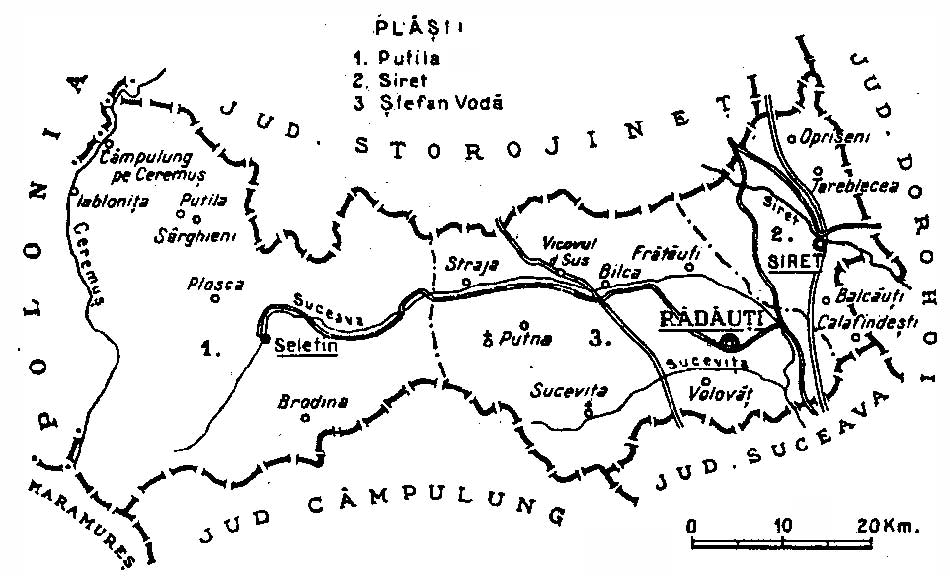
Harta județului, cu dispunerea și denumirea plășilor, în anul 1938.

Județul se afla în partea de nord a României Mari, în regiunea Bucovina de sud, iar actualmente partea de sud a teritoriului său se află în județul Suceava din România, iar partea de nord intră în componența Regiunii Cernăuți din Ucraina. Județul se învecina la nord cu județul Storojineț și cu o mică porțiune din județul Cernăuți, la est cu județul Dorohoi, la sud cu județele Suceava și Câmpulung, iar la vest cu județul Maramureș și cu Polonia. Județul a fost desființat odată cu reforma administrativă din 6 septembrie 1950.

## Organizare
Teritoriul județului era organizat în trei plăși:
1. Plasa Putila (cu reședința în comuna Seletin),
2. Plasa Siret (cu reședința în orașul Siret) și
3. Plasa Ștefan Vodă (cu reședința în orașul Rădăuți).

## Populație
Conform datelor recensământului din 1930 populația județului era de 160.778 locuitori, dintre care 55,4% români, 11,1% germani, 8,7% ucraineni, 7,6% huțuli, 7,2% evrei, 6,4% maghiari, 1,4% poloni ș.a. Din punct de vedere confesional populația era alcătuită din 70,6% ortodocși, 16,2% romano-catolici, 7,2% mozaici, 2,6% luterani, 1,3% greco-catolici ș.a.

### Mediul urban
În 1930 populația urbană a județului era de 26.693 de locuitori, dintre care 38,3% români, 28,9% evrei, 23,5% germani, 4,7% ucraineni, 1,8% poloni ș.a. Sub aspect confesional orășenimea era formată din 41,3% ortodocși, 29,1% mozaici, 23,6% romano-catolici, 3,4% greco-catolici, 2,2% luterani ș.a.
În anul 1930, localitățile urbane ale județului aveau următoarea populație: Rădăuți – 16.788 locuitori, Siret – 9.905 locuitori.

## Materiale documentare

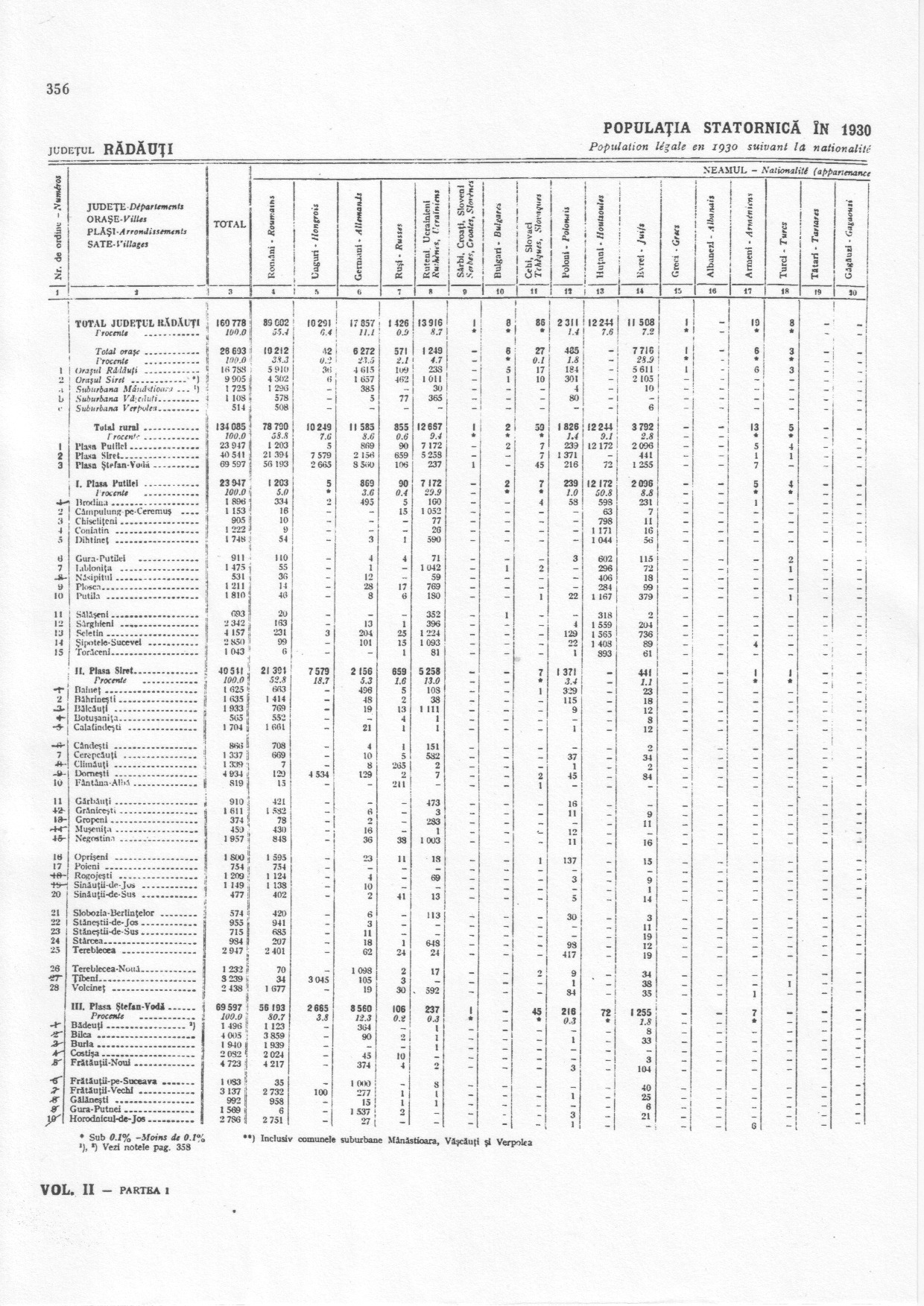
Populația județului în anul 1930, după etnie și limbă maternă
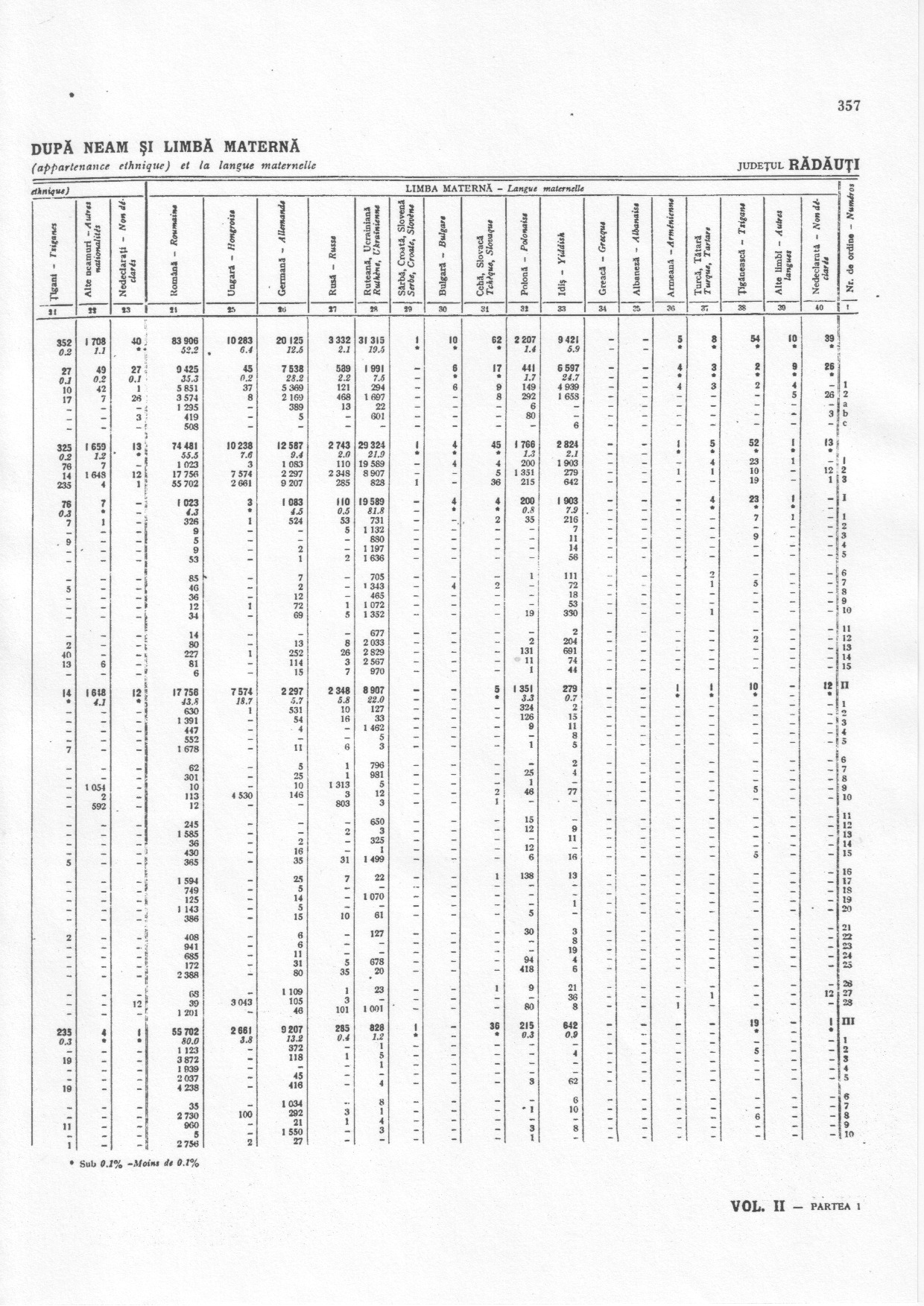
Populația județului în anul 1930, după etnie și limbă maternă
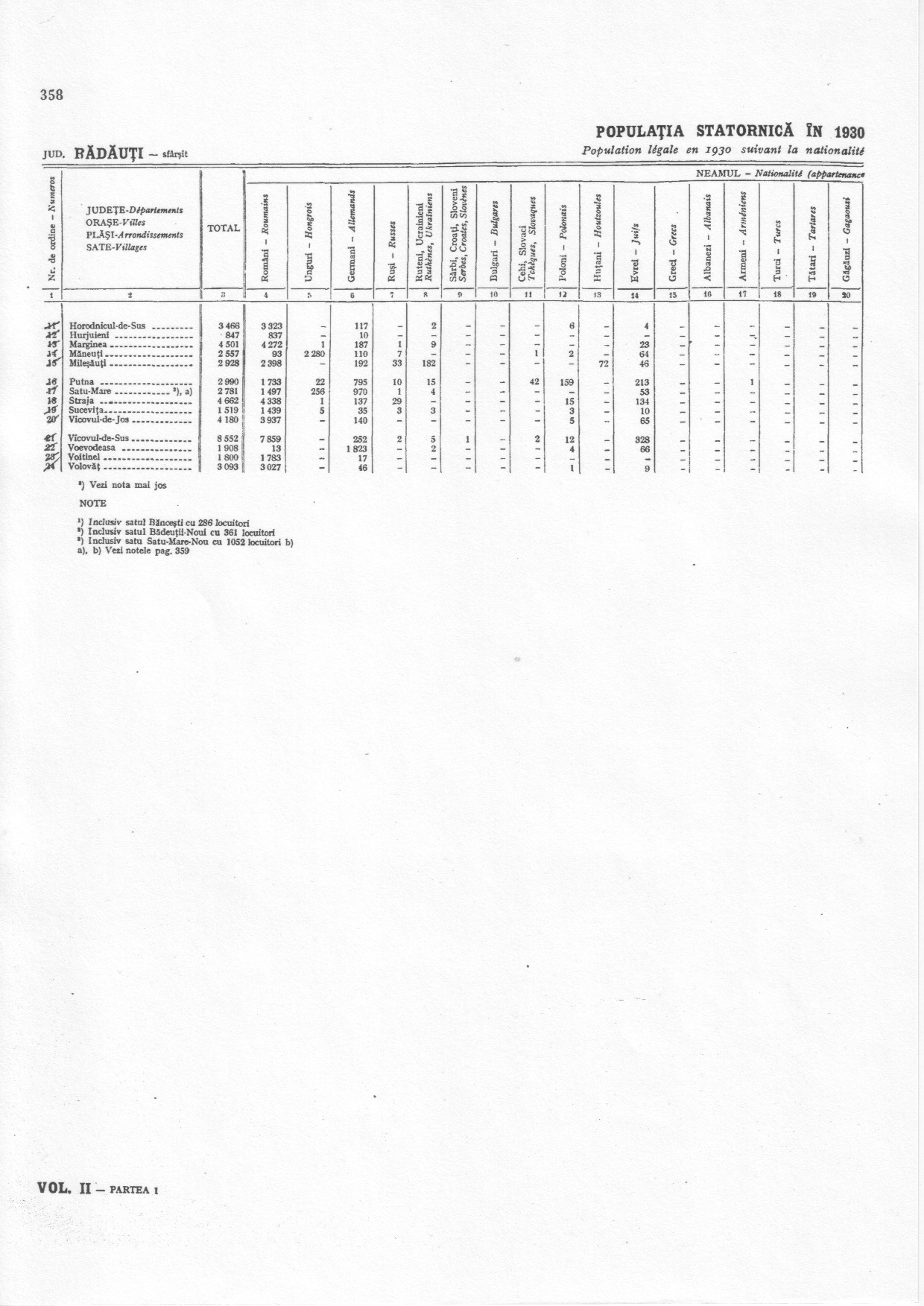
Populația județului în anul 1930, după etnie și limbă maternă
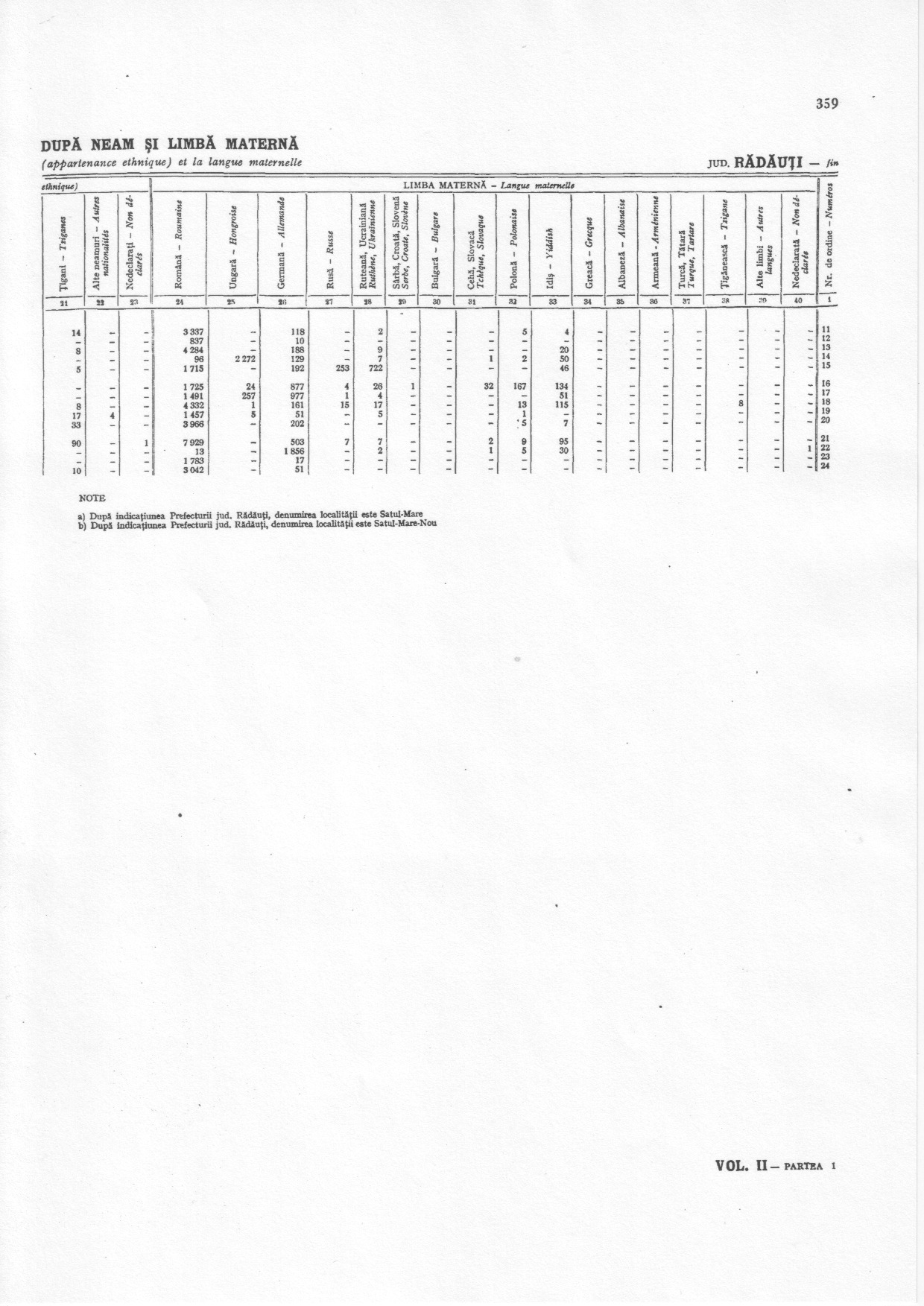
Populația județului în anul 1930, după etnie și limbă maternă
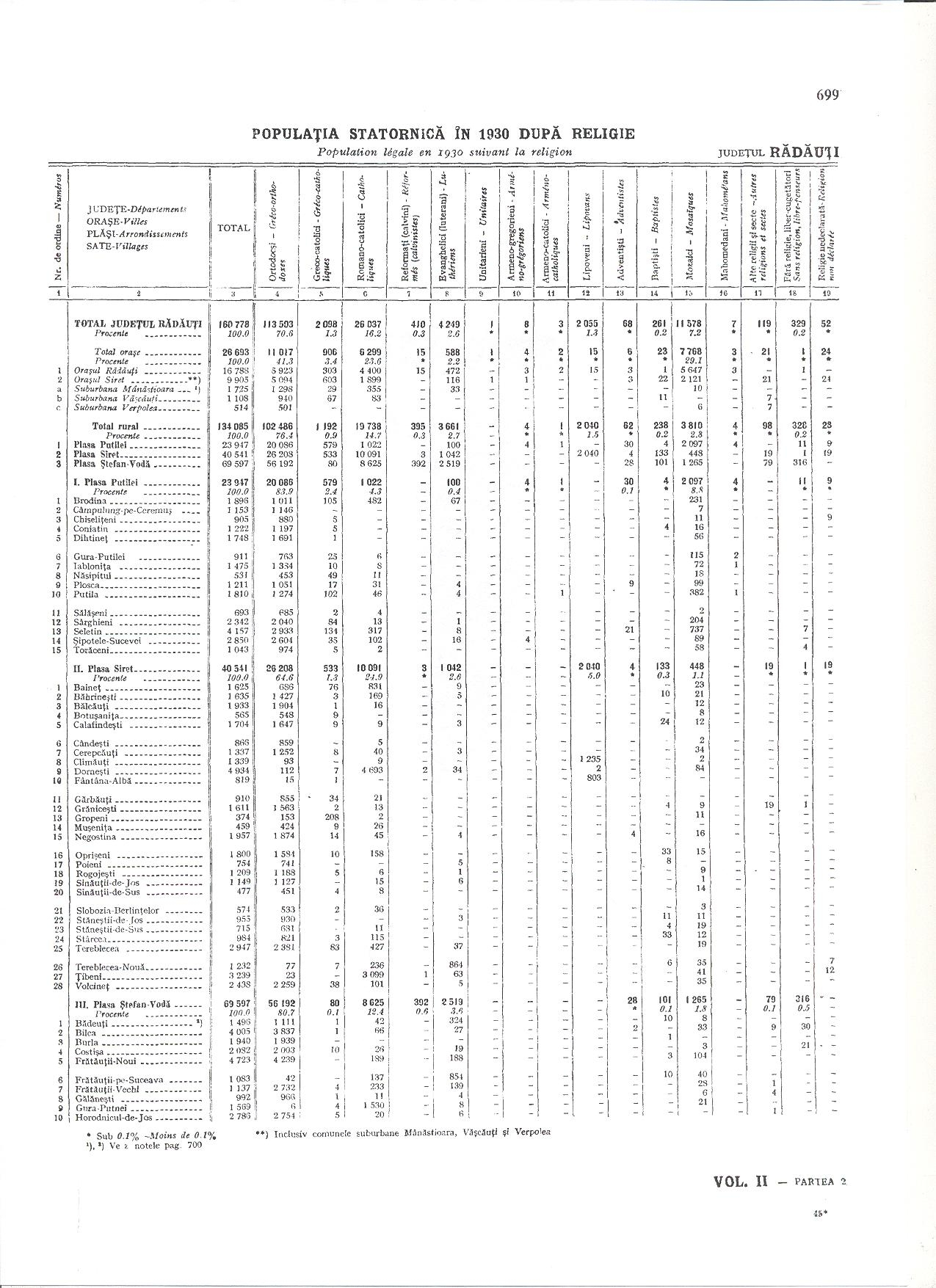
Populația județului în anul 1930, după religie
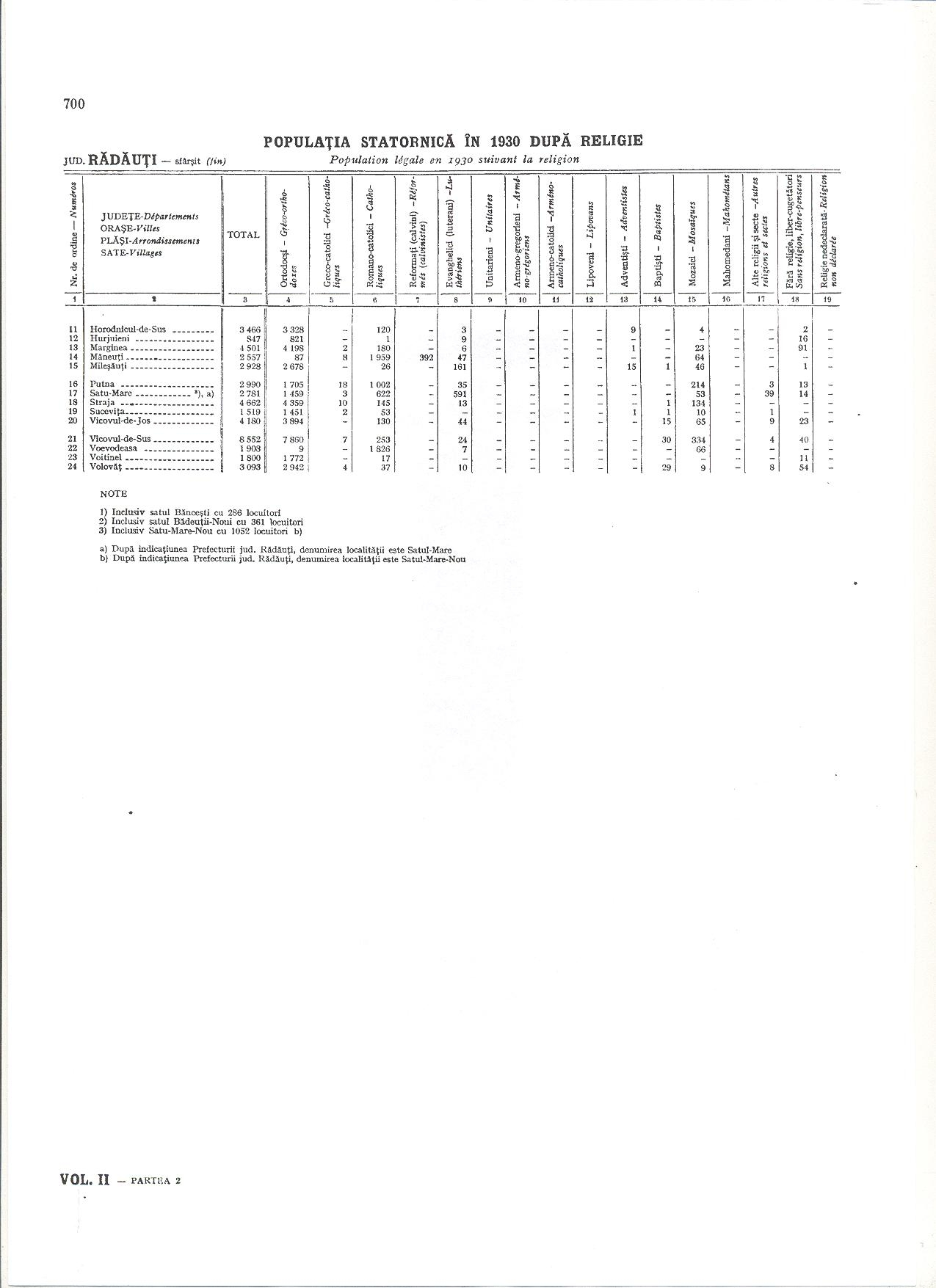
Populația județului în anul 1930, după religie